# Bergstrand (cráter)

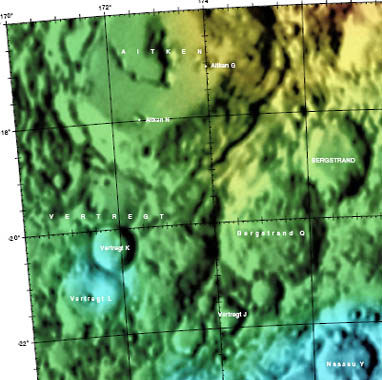
Entorno de Bergstrand

Bergstrand es un cráter de impacto que se encuentra en la cara oculta de la Luna, justo al sureste del cráter prominente Aitken, y al noreste de la llanura del cráter amurallado Vertregt.
El borde de Bergstrand es más o menos circular, excepto a lo largo del suroeste, donde Bergstrand Q (el cráter satélite mayor) se introduce en la pared exterior, solo ligeramente desgastada, con una pequeña marca superpuesta en el borde sur. El suelo interior es bastante plano, con algunos pequeños cráteres.

## Cráteres satélite
Por convención estos elementos son identificados en los mapas lunares poniendo la letra en el lado del punto medio del cráter que está más cerca de Bergstrand.
|            | \| Bergstrand \| Coordenadas \| Diámetro \| \| ---------- \| --------------------------------- \| -------- \| \| G \| 19°52′S 179°17′E / -19.86, 179.28 \| 32 km \| \| J \| 20°14′S 178°02′E / -20.23, 178.03 \| 28 km \| \| Q \| 19°56′S 175°11′E / -19.94, 175.19 \| 57 km \| |          |
| Bergstrand | Coordenadas | Diámetro |
| G          | 19°52′S 179°17′E / -19.86, 179.28 | 32 km    |
| J          | 20°14′S 178°02′E / -20.23, 178.03 | 28 km    |
| Q          | 19°56′S 175°11′E / -19.94, 175.19 | 57 km    |